# キリバス議会
キリバス議会（キリバスぎかい、キリバス語: Maneaba ni Maungatabu、英語: House of Assembly of Kiribati）は、キリバスの立法府である。

## 概要
一院制、任期4年。定数45名。